# Miss Internacional Chile
Miss Internacional Chile es un concurso de belleza nacional en Chile que selecciona a la representante de Chile para competir en el certamen de Miss Internacional.

## Historia
Hasta 2023, Chile ha participado en 24 de las 60 ediciones de Miss Internacional —el país envió a su primera representante en 1965—, y ha clasificado tres veces.
Como en todo concurso de belleza, se espera que la ganadora del título sirva como «embajadora de la paz y de la belleza», demostrando dulzura, benevolencia, amistad, belleza, inteligencia, capacidad de tomar la acción y, lo más importante, una gran sensibilidad internacional. Además, Miss International hace donaciones a la Unicef Japón y a diferentes países.

## Estadísticas
Años representados: 19 de 56 (hasta 2016).
| Posición           | N.º | Año(s)     |
| ------------------ | --- | ---------- |
| Miss Internacional | 0   |            |
| Finalista          | 1   | 1980       |
| Semifinalista      | 2   | 2001, 2007 |

## Ganadoras
Colores clave
     : Declarada como ganadora
     : Terminó como finalista
     : Terminó como una de las semifinalistas o cuartofinalistas
     : Terminó como ganadora de premios especiales
| 2023 | Valerie Johnson García                                                 | No clasificó                                                           |                                                                        |                                                                        |
| 2022 | Catalina Huenulao                                                      | No clasificó                                                           |                                                                        |                                                                        |
| 2021 | Debido al impacto de la pandemia de COVID-19, no hubo concurso en 2021 | Debido al impacto de la pandemia de COVID-19, no hubo concurso en 2021 | Debido al impacto de la pandemia de COVID-19, no hubo concurso en 2021 | Debido al impacto de la pandemia de COVID-19, no hubo concurso en 2021 |
| 2020 | Debido al impacto de la pandemia de COVID-19, no hubo concurso en 2020 | Debido al impacto de la pandemia de COVID-19, no hubo concurso en 2020 | Debido al impacto de la pandemia de COVID-19, no hubo concurso en 2020 | Debido al impacto de la pandemia de COVID-19, no hubo concurso en 2020 |
| 2019 | Ximena Huala                                                           | No clasificó                                                           |                                                                        |                                                                        |
| 2018 | María Pía Vilches                                                      | No clasificó                                                           |                                                                        |                                                                        |
| 2017 | Estefanía Galeota                                                      | No clasificó                                                           |                                                                        |                                                                        |
| 2014 | Tania Dahuabe                                                          | No clasificó                                                           |                                                                        |                                                                        |
| 2010 | Tanya del Solar Prussing                                               | No clasificó                                                           |                                                                        |                                                                        |
| 2007 | Mary Ann Salas Gorboi                                                  | Top 15                                                                 |                                                                        |                                                                        |
| 2004 | Francisca Valenzuela Rendic                                            | No clasificó                                                           |                                                                        |                                                                        |
| 2003 | Christiane Balmelli Fournier                                           | No clasificó                                                           |                                                                        |                                                                        |
| 2001 | Paula Orchard                                                          | Top 12                                                                 |                                                                        |                                                                        |
| 1996 | Alexandra de Granade Errázuriz                                         | No clasificó                                                           |                                                                        |                                                                        |
| 1980 | Mónica Salinas Ruiz                                                    | Top 10 (4.ª finalista)                                                 |                                                                        |                                                                        |
| 1979 | Paulina Quiroga                                                        | No clasificó                                                           |                                                                        |                                                                        |
| 1978 | Marianela Toledo Rojas                                                 | No clasificó                                                           |                                                                        |                                                                        |
| 1977 | Silvia Ebner Cataldo                                                   | No clasificó                                                           |                                                                        |                                                                        |
| 1976 | María Antonieta Rosselló                                               | No clasificó                                                           |                                                                        |                                                                        |
| 1975 | Ana Papic Marinovic                                                    | No clasificó                                                           |                                                                        |                                                                        |
| 1974 | María del Carmen Bono                                                  | No clasificó                                                           |                                                                        |                                                                        |
| 1973 | Ethel Klenner Rodríguez                                                | No clasificó                                                           |                                                                        |                                                                        |
| 1972 | Pamela Santibáñez Berg                                                 | No clasificó                                                           |                                                                        |                                                                        |
| 1971 | Alicia Vicuña                                                          | No clasificó                                                           |                                                                        |                                                                        |
| 1970 | Berta Goldsmith                                                        | No clasificó                                                           |                                                                        |                                                                        |
| 1965 | Matilde Von Saint George González                                      | No clasificó                                                           |                                                                        |                                                                        |